# حمله ۱۳ ژوئیه ۲۰۲۴ به المواصی
در ۱۳ ژوئیه ۲۰۲۴، حملات هوایی اسرائیل، منطقه المواصی در نزدیکی خان یونس در نوار غزه را در جریان جنگ غزه، هدف قرار داد. در این حمله، دست کم ۹۰ فلسطینی از جمله زن و کودک کشته و بیش از ۳۰۰ نفر زخمی شدند. اسرائیل گفت که این حمله رهبران ارشد حماس را هدف قرار داده است. بازماندگان، گزارش دادند که بدون هشدار در منطقه‌ای که به آنها گفته شده امن بود، هدف قرار گرفتند.
پس از حمله اسرائیل به نوار غزه، اسرائیل به غیرنظامیان فلسطینی دستور داد تا به مناطق امن بشردوستانه تعیین شده از جمله المواصی در دسامبر ۲۰۲۳ تخلیه شوند. در جریان حمله ۱۳ ژوئیه ۲۰۲۴، اسرائیل هشت بمب ۲۰۰۰ پوندی را بر المواصی پرتاب کرد که حداقل یکی از آنها در آمریکا ساخته شده بود. اسرائیل اعلام کرد که فرمانده شاخه نظامی حماس، محمد ضیف و همچنین فرمانده حماس در تیپ خان یونس، رافع سلامه را هدف قرار داده و کشته است. حماس، مرگ ضیف را در ۳۰ ژانویه ۲۰۲۵ تأیید کرد.
به گفته شاهدان عینی، یک روزنامه‌نگار محلی و سازمان دیده‌بان حقوق بشر اروپا مدیترانه، پس از این حمله هوایی، کوادکوپترهای اسرائیلی، منتظر آمبولانس و تیم‌های دفاع مدنی بودند و به محض رسیدن آنها تیراندازی کردند. در این حمله، دو تن از نیروهای دفاع مدنی فلسطین کشته شدند.
حمله المواصی، منجر به محکومیت بین‌المللی اسرائیل از سوی کشورهای عربی، اتحادیه اروپا و سازمان ملل متحد شد. اتحادیه اروپا خواستار تحقیقات و پاسخگویی مستقل شد و این حمله را جنایت جنگی احتمالی، توصیف کرد.
حکم بازداشت محمد ضیف توسط دیوان کیفری بین‌المللی در ۲۱ نوامبر ۲۰۲۴ به همراه بنیامین نتانیاهو و یوآف گالانت صادر شد. دادگاه اذعان کرد که مرگ ضیف، گزارش شده است اما گفت که شواهد عمومی کمتری نسبت به مرگ یحیی سنوار یا اسماعیل هنیه وجود دارد.